# Liebeslied der Wüste (1933)
Liebeslied der Wüste ist ein US-amerikanischer Spielfilm aus dem Jahr 1933 von Sam Wood mit Ramón Novarro und Myrna Loy in den Hauptrollen. Der Pre-Code-Film wurde von Metro-Goldwyn-Mayer produziert und basiert auf einer Originalgeschichte von Edgar Selwyn.

## Handlung
Der ägyptische Fremdenführer Jamil sieht am Kairoer Bahnhof die schöne Diana Standing, eine Dame der Gesellschaft. Jamil will unbedingt ihr Führer und Fahrer werden. Mit Dianas Hund Missy als Köder schafft es Jamil, dass Diana trotz der Einwände ihres snobistischen Verlobten, dem Geschäftsmann Gerald Hume, ihn einstellt. Während eines Ausflugs zu den Pyramiden, kann Jamil etwas Zeit mit Diana alleine verbringen, während der er ihr Liebeslieder vorträgt und sie umschmeichelt. Geralds skrupelloser ägyptischer Geschäftspartner Pascha Ahmed ist ebenfalls in Diana vernarrt. Um mit ihr alleine zu sein, schickt er Gerald zur Aufsicht über ein von ihnen finanziertes Bauprojekt in die Wüste.
Jamal ist sich Ahmeds hinterhältigem Plan bewusst. In seiner Funktion als Führer und Diener kann er Dianas Hotelzimmer betreten, wo er sie in einem Anfall purer Leidenschaft küsst. Diana weist ihn jedoch zurück und veranlasst, eine Karawane zu bilden, um zu Gerald zu reisen. Auf der Reise kann Jamil den ursprünglichen Führer ersetzen. Und wieder schmilzt Diana durch Jamils Schmeicheleien und Gesang und landet in seinen Armen. Wieder bei Sinnen wird Diana wütend und schlägt Jamil mit einer Peitsche. Sie lässt die Karawane nach Kairo zurückkehren. Jamil kann die Karawane trennen, so dass Dianas Sekretärin Powers mit der Karawane einen anderen Weg nimmt als Jamil und Diana. Jamil  führt Diana zu einer Oase, in der eines von Ahmeds Domizilen liegt. Hier verwöhnt Jamil Diana königlich, bis Ahmed, von Jamil alarmiert, dass Diana in sein Anwesen eingebrochen sei, Diana angreift. Diana schreit um Hilfe, und Jamil führt sie in die nächtliche Wüste. Am nächsten Tag werden sie von Ahmeds Männern eingeholt, die Diana zurückbringen wollen, jedoch von Jamil getötet werden.
Mit nur einem Pferd schleppen sich Diana und Jamil voran. Jamil lässt Diana erst von einem Wüstenbrunnen trinken, nachdem das Pferd getrunken hat. Durst, Hunger und Scham bringen Diana dazu, Jamils Werben nachzugeben und sich von ihm zu seinem Dorf führen zu lassen. Hier stellt sich heraus, dass Jamil in Wirklichkeit ein Scheich ist, der als Teil seiner königlichen Ausbildung als einfacher Fremdenführer arbeitet. Diana willigt ein, seine Frau zu werden, jedoch schüttet sie bei der Hochzeitszeremonie das geweihte Wasser in sein Gesicht, was ihn vor seinem Vater und seiner Familie demütigt. Betrübt lässt Jamil Diana nach Kairo zurückkehren, wo sie sofort mit den Vorbereitungen für ihre Hochzeit mit Gerald weitermacht. Kurz vor der Hochzeit sucht Jamil Diana auf, der nun vor der britischen Armee auf der Flucht ist. Als er eines der Liebeslieder beginnt, erkennt Diana, dass sie ihn wirklich liebt. Sie verlässt Gerald am Altar und flieht mit Jamil per Boot nilabwärts. Diana gesteht ihm, dass sie Halbägypterin ist, woraufhin ihr Jamil erklärt, dass er sie lieben würde, auch wenn ihre Mutter Chinesin wäre.

## Produktion

### Hintergrund
Gedreht wurde der Film ab Anfang Februar 1933 in Yuma (Arizona) sowie in den MGM-Studios in Culver City.
Für die Badeszene trug Myrna Loy einen fleischfarbenen Badeanzug.

### Stab
Cedric Gibbons oblag die künstlerische Leitung. Gilbert Adrian war für das Kostümbild zuständig. Verantwortlicher Toningenieur war Douglas Shearer. John S. Waters arbeitete als Regieassistent, Bernard H. Hyman war als Associate Producer beteiligt.

### Musik
Das Lied Love Song of the Nile stammte von Nacio Herb Brown und Arthur Freed.

## Veröffentlichung
Die Premiere des Films fand am 12. Mai 1933 statt. Im gleichen Jahr erschien er in den Kinos des Deutschen Reiches. In der Bundesrepublik Deutschland wurde er am 25. Oktober 1998 im deutschen Fernsehen ausgestrahlt.

## Kritiken
Der Filmkritiken-Aggregator Rotten Tomatoes hat in einer Auswertung ein Publikumsergebnis von 50 Prozent positiver Bewertungen ermittelt.
Das Lexikon des internationalen Films schrieb: „Routinierter Unterhaltungsfilm ohne sonderlichen Glanz. Bemerkenswert ist die schlichte Romanze allenfalls auf Grund der besonders schönen Fotografie der Hauptdarstellerin.“
Die Filmzeitschrift Cinema befand: „Daß sein (Navarros) Film nicht in Vergessenheit geriet, liegt an einer „skandalösen“ Nacktbadeszene von Co- Star Myrna Loy.“